# Jörlanda församling
Jörlanda församling är en församling i Göta Älvdalens kontrakt i Göteborgs stift. Församlingen ligger i Stenungsunds kommun i Västra Götalands län och ingår i Solberga pastorat.

## Administrativ historik
Församlingen har medeltida ursprung.
Församlingen är och har varit annexförsamling i pastoratet Solberga, Jörlanda och Hålta.

## Kyrkobyggnader
- Jörlanda kyrka

### Fotnoter
1. ↑  Nationell Arkivdatabas Referenskod: SE/141505000, läst: 12 augusti 2018.[källa från Wikidata]
2. ↑  Stift, kontrakt och pastorat i nummerordning med ingående församlingar 2020-01-01, SCB, läs online.[källa från Wikidata]
3. 1 2  Medlemmar i Svenska kyrkan i förhållande till folkmängd den 31.12.2019 per församling, kommun och län samt riket, Svenska kyrkan, läs online.[källa från Wikidata]
4. ↑  ”Förteckning (Sveriges församlingar genom tiderna)”. Skatteverket. 1989. http://www.skatteverket.se/privat/folkbokforing/omfolkbokforing/folkbokforingigaridag/sverigesforsamlingargenomtiderna/forteckning.4.18e1b10334ebe8bc80003999.html. Läst 17 december 2013.